# Étienne de Szolc-Rogoziński
Pour les articles homonymes, voir Rogozinski.
Étienne de Szolc-Rogoziński, né le 14 avril 1861 à Kalisz et mort le 1er décembre 1896 dans le 1er arrondissement de Paris, est un explorateur polonais.

## Biographie
Étienne (Stefan) est le fils de Louis Scholtz et de Malvine Rogozińska.
Il épouse Hélène Boguska à Varsovie.
Il est lieutenant de vaisseau dans la marine russe.
Il est mort dans un accident de la circulation à Paris, Rue Sainte-Anne, à l'âge de 35 ans.

## Expéditions en Afrique
Il effectue plusieurs expéditions au Cameroun, aux cours desquels il découvre le lac Barombi Koto, à l'époque inconnu en Europe, le Lac Barombi Mbo, ainsi que plusieurs cascades dans les rivières Moungo et Peteh.